# Asopos (Korinthia)
Der Asopos (griechisch Ασωπός) ist der bedeutendste Fluss im Regionalbezirk Korinthia, Peloponnes. Er mündet südlich von Kiato in den Golf von Korinth.

## Geographie

### Verlauf
Nach Süden grenzt das Einzugsgebiet des Inachos an.
Die westlichste Quelle entspringt im Farmakas-Gebirge (Φαρμακάς, Φέκριζα, Alea). Sie fließt in westlicher Richtung, nimmt bei Aidonia (Αηδόνια), auf 300 m Höhe, einen größeren Zufluss von Süden aus dem Megalovouni (Μεγαλοβούνι) auf und bei Nemea (Νεμέα) einen weiteren auf, dessen Hauptquelle südlich von Nemea bei einem Profitis Elias (Προφήτης Ηλίας) entspringt.
Von da an wendet er sich nach Norden und windet sich durch ein enges Tal, erreicht bei Dafni (Δάφνη) 200 m Höhe und bei Bathiza Poulion (Μπάθιζα Ποθλαίων), trifft er auf den Gebirgsrücken des Xerokasteli (Ξερκαστέλι), wodurch er nach Osten abgelenkt wird. Bei Sikyon (Σικυών) erreicht er die Küstenebene, die er in östlicher Richtung durchquert und zwischen Kiato und Nerandza (Νεράντζα) ins Meer mündet. Er erstreckt sich über ca. 45 km.

### Zuflüsse
| - Linke Zuflüsse - Quellgebiet im Berggebiet des Farmakas/Platani (Φαρμακάς, Πλατάνι) - namenloser Zufluss von Elafogremi/Mermigologos (Τσεπουρνιά, Ελαγογκρέμι, Μερμηγκόλογος) - Xirorema Vikkos (Ξηρόρεμα βικκος) - Faneromenis Vikkos (Φανερωμένης βικκος) von Aidonia - Einzugsgebiet des Gavrias (Γαβριάς) - Gavrorema Vikkos (Γαβρόρεμα βικκος) von Petri (Πετρί) - Platanaki Vikkos (Πλατανάκι βικκος) - Kalogerovrisi (Καλογεροβρυση, Namenlos) südlich von Dafni - Megalo Rhema (Μεγάλο Ρέμα) - Einzugsgebiet des Vesiza (Βέσιζα) - Limiketsi Vikkos (Λιμικέτσι βικκος) - namenlos von Gonoussa (Γνούσσα) - namenlos von Papadisi (Παπαδείση, Speliza Σπέλιζα) | - Rechte Zuflüsse - Neraki Vikkos (Νεράκι βικκος) - Valtos (Βάλτος) bei Nemea - Marinou Vikkos (Μαρίνου βικκος von links) - drei weitere Zweige südlich von Nemea, Quellgebiet: Megalovouni/Vrachakia (Μεγαλοβούνι Βραχάκια) - namenloser Zufluss bei Koutsi (Κούτσι) - namenloser Zufluss bei Sinani (Σινάνι) - namenloser Zufluss bei Drastiza (Ντράστιζα) - S'chinias Vikkos (Σχινιάσ βικκος) - Bastiri Vikkos (Mπαστιρι βικκος) |

## Wirtschaft
Der Asopos-Staudamm befindet sich wohl im Bau. Die Bäche im Oberlauf, speziell bei Aidonia und Petri werden zum Antrieb von Mühlen verwendet.

## Archäologie
Bei Aidonia befindet sich das bedeutende Gräberfeld Aidonia mit Gräbern aus mykenischer Zeit.

## Mythologie
Nach klassischer Überlieferung soll der Asopos eine Fortsetzung des Mäanders in Kleinasien sein. Die Flöten des Marsyas wurden an sein Ufer geworfen, nachdem der Wettstreit mit Apollon beendet war und Marsyas für seinen Hochmut bestraft wurde.